# 休里夫卡 (切爾尼戈夫州)
50°44′31″N 32°34′17″E / 50.74194°N 32.57139°E
休里夫卡（羅馬化：Shchurivka）是烏克蘭北部切爾尼希夫州普里盧基區伊奇尼亞市鎮的村莊。該村始建於1715年，面積1.16平方公里，海拔高度124米，2001年人口185，人口密度每平方公里160.2人。